# XADO

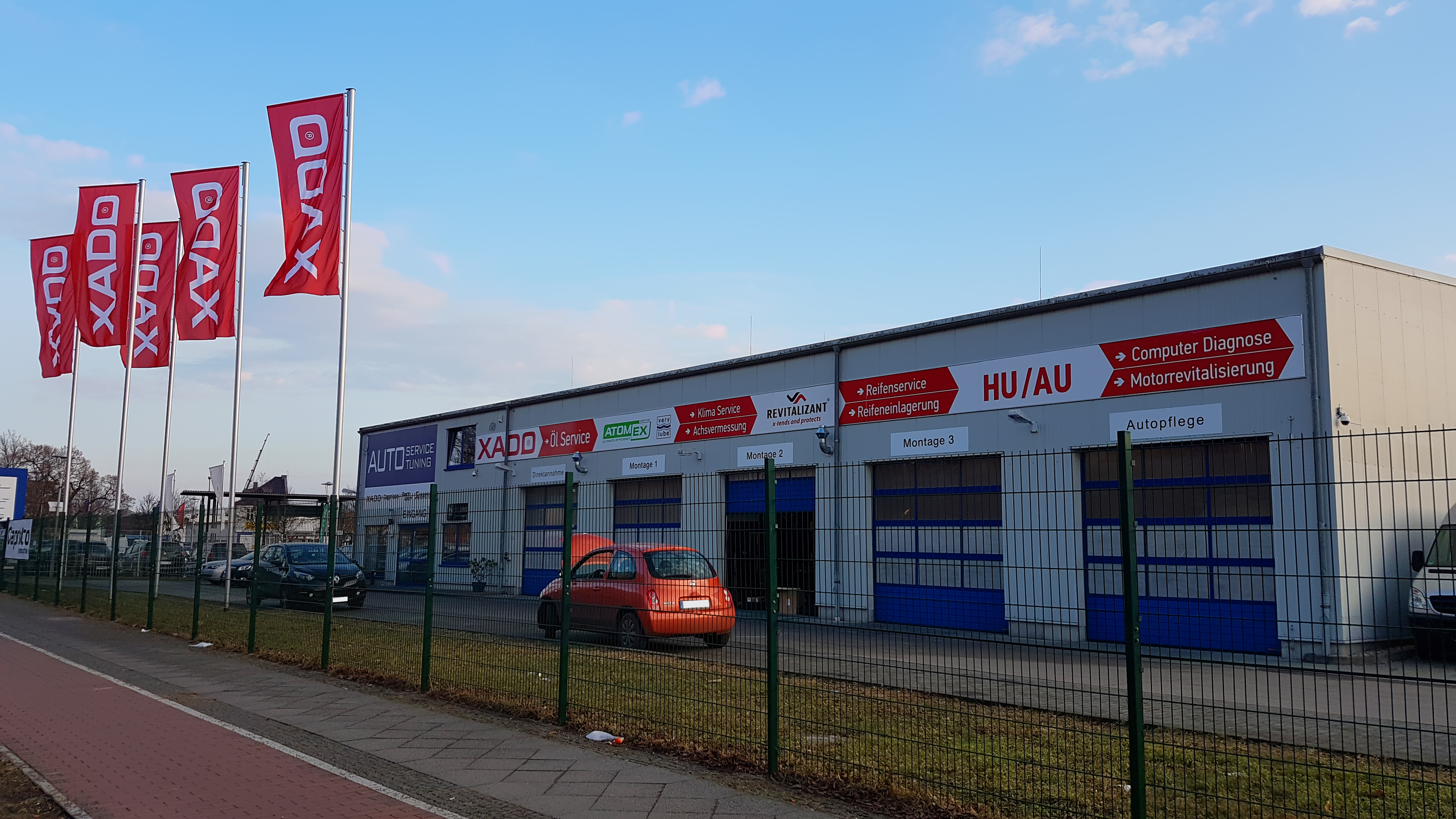
XADO Technology GmbH/XADO Service GmbH/Niederlassung Deutschland (Berlin)

XÁDO (ukrainisch ТОВ ХАДО) ist eine ukrainische Firma, die Revitalisante, Schmieröle, Schmierstoffe und Additive herstellt.

## Geschichte
Das Unternehmen wurde im Jahre 1991 in Charkiw gegründet. Der Name XADO wurde aus den russischen Wörtern CHArkowskij DOm (Charkower Haus) gebildet. 1998 haben die Geschäftsführer des Unternehmens die Entwicklung des als „Revitalisants“ vermarkteten Additiv für Schmierstoffe, patentieren lassen. Im Dezember 1999 wurde das „Gel-Revitalisant“ für Motoren erstmals verkauft. 2004 begann das Unternehmen XADO Motoröle mit dem „atomaren Revitalisant“ herzustellen.

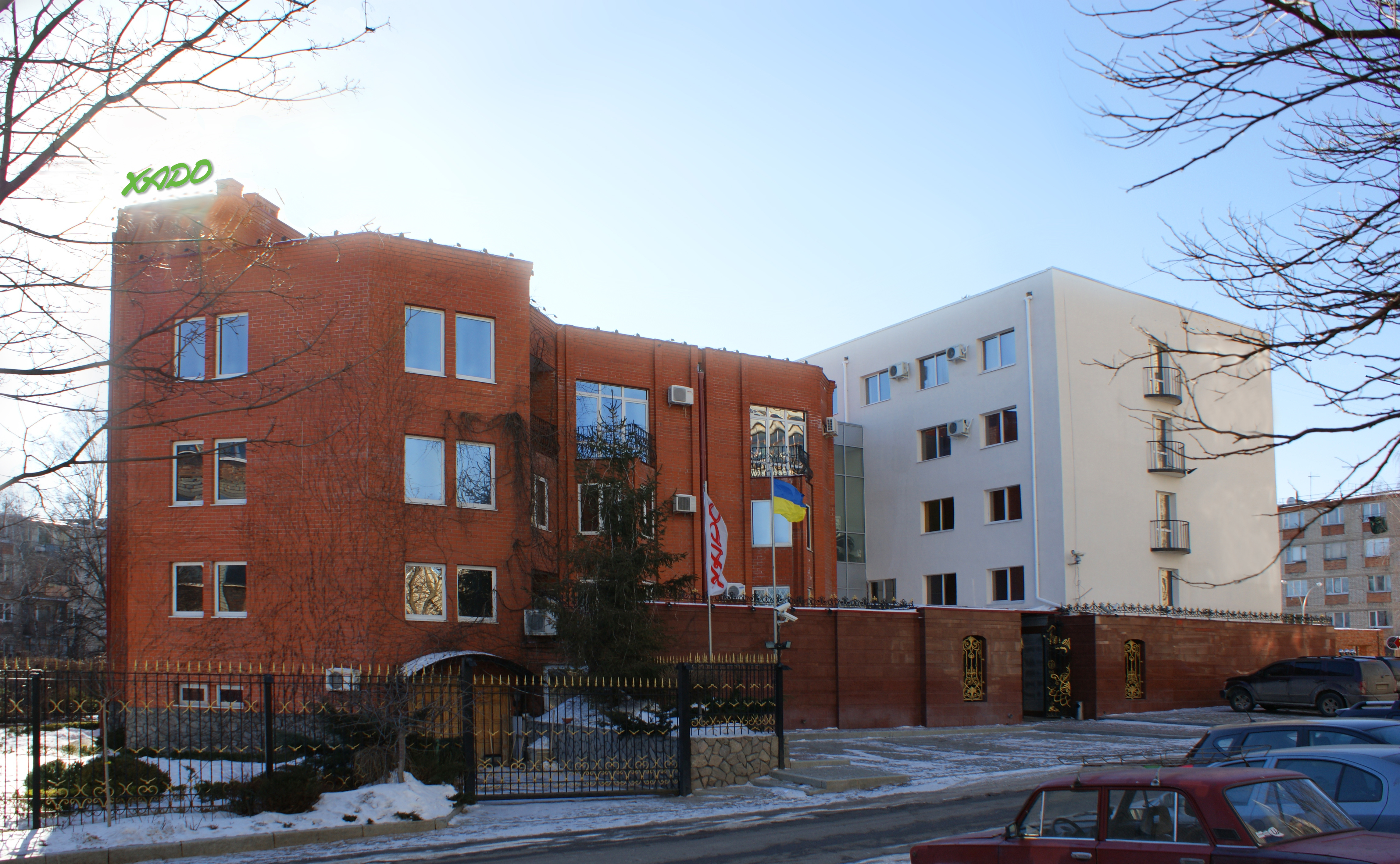
Der XADO-Hauptsitz in Charkiw

## Aktivität

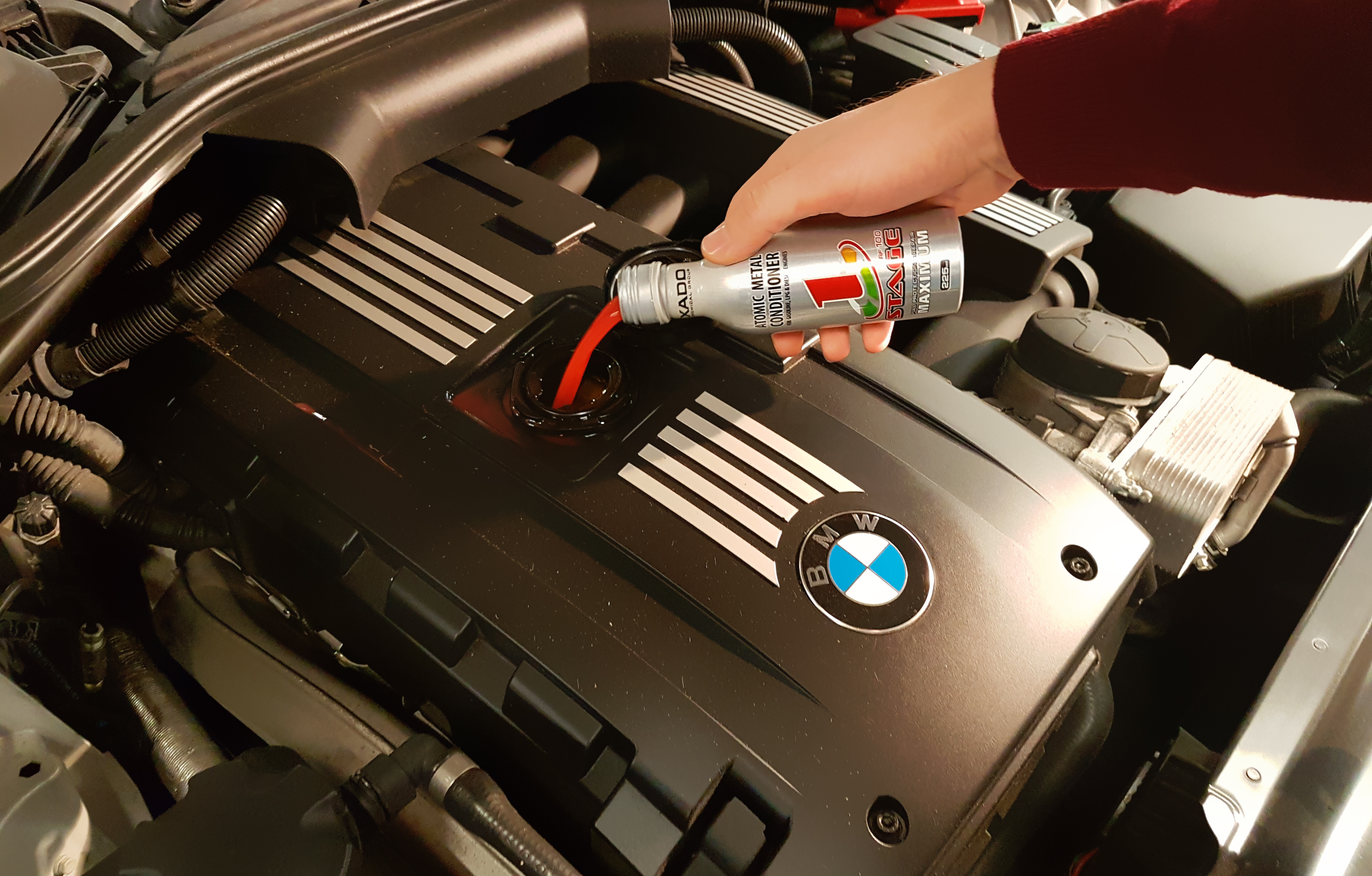
XADO-Hauptprodukt „Revitalizant“

Das Unternehmen stellt Produkte hauptsächlich für die Autopflege her, die in mehr als 60 Länder exportiert werden. XADO gilt als einer der größten Produzenten auf dem russischen Markt, die Import- und Inlandsprodukte mit Antifriktionsmaterialien anbietet und in fast allen Hauptregionen der Russischen Föderation aktiv vertreten ist. Ihr Marktanteil beträgt 24 % und im Marktsegment der Nanokeramik bis zu 90 %.
In Deutschland gibt es lediglich eine Niederlassung. Diese befindet sich in Berlin-Weißensee und besteht aus zwei Firmen: Die XADO Technology GmbH beschäftigt sich ausschließlich mit dem Vertrieb der Produkte vor Ort, regional und überregional über den Einsatz von Außendienstmitarbeitern sowie online über den eigenen Webshop. Die XADO Service GmbH fungiert als freie Kfz-Werkstatt.

## XADO und Sport
- Der Inhaber der Automannschaft XADO Motorsport, des Champions der Ukraine für Rallye und Rundstreckenrennen.
- Der Partner der russischen Automannschaft KAMAZ (2004–2009).[3]
- Der Partner des russischen Boxers Nikolai Walujew (2007–2008).
- Der Sponsor der Mannschaft Pro100!XADO – der ersten Ukrainischen Gamer-Mannschaft, die im Internationalen Computerspiel-Turnier gewonnen hat.[4]